# Rossinyol bord comú
El rossinyol bord comú, rossinyol bord, rossinyol bastard o rossinyol petit (Cettia cetti) és una espècie d'ocell de la família dels cètids (Cettiidae). Es troba al sud i centre d'Europa, nord-oest d'Àfrica i el Paleàrtic oriental fins a l'Afganistan i el nord-oest del Pakistan. Els seus hàbitats principals són les praderies i matollars temperats, els cursos d'aigua, els aiguamolls i demés zones humides, així com les plantacions. El seu estat de conservació es considera de risc mínim.
És prou semblant al rossinyol. El seu nom científic prové del zoòleg italià Francesco Cetti. A les Balears també es coneix com a "xifla".

## Morfologia
Mesura 14 cm de llargària. El seu plomatge és de color castany rogenc al cap, dors, cua i ales, i blanquinós al pit i al ventre. Ostenta un desdibuixat vió superciliar de color clar. Té les ales i la cua arrodonides i d'un to rogenc. No hi ha dimorfisme sexual.

## Ecologia
Habita tota la península Ibèrica, a l'Europa mediterrània, Romania, Bulgària, nord-est d'Àfrica i Orient Pròxim fins a l'Afganistan. És comú als Països Catalans i, des de 1973, ha colonitzat Gal·les i el sud d'Anglaterra.
És essencialment sedentari i es localitza en àrees humides (com ara, rius, séquies, estanys, aiguamolls, etc.), sempre que hi hagi una vegetació abundant a la ribera.
Menja insectes, llavors i mol·luscs. És molt difícil de descobrir entre la vegetació on s'amaga, però en canvi és fàcil de detectar gràcies al cant nupcial, fort i clar. A diferència del mascle, la femella no canta.
Entre els arbusts, la femella construeix un nial complex, emprant gran varietat de materials. Ella sola s'encarrega de la reproducció: pon 3 o 5 ous a l'abril-maig, els cova durant 13 dies i alimenta els pollets fins que aquests deixen el niu al cap de 15 dies.